# Теребеля
Теребеля (або Теребелля, пол. Terebela) — село в Польщі, у гміні Біла Підляська Більського повіту Люблінського воєводства. Населення — 327 осіб (2011).

## Історія
1695 року вперше згадується унійна церква в селі.
За даними етнографічної експедиції 1869—1870 років під керівництвом Павла Чубинського, у селі переважно проживали греко-католики, які розмовляли українською мовою.
У 1975—1998 роках село належало до Білопідляського воєводства.

## Населення
Демографічна структура станом на 31 березня 2011 року:
|          | Загалом | Допрацездатний вік | Працездатний вік | Постпрацездатний вік |
| -------- | ------- | ------------------ | ---------------- | -------------------- |
| Чоловіки | 164     | 43                 | 109              | 12                   |
| Жінки    | 163     | 35                 | 87               | 41                   |
| Разом    | 327     | 78                 | 196              | 53                   |